# ترسجردير

ترسجردير هو فيلم كوميدي جنسي إيطالي من إخراج تينتو براس وبطولة يوليا مايرشوك وفرانشيسكا نونزي، صدر الفيلم في 28 يناير 2000.

## روابط خارجية
- ترسجردير على موقع IMDb (الإنجليزية)
- ترسجردير على موقع روتن توميتوز (الإنجليزية)
- ترسجردير على موقع نتفليكس (الإنجليزية)
- ترسجردير على موقع ألو سيني (الفرنسية)
- ترسجردير على موقع Turner Classic Movies (الإنجليزية)
- ترسجردير على موقع أول موفي (الإنجليزية)
- ترسجردير على موقع فيلمافينيتي (الإسبانية)
- ترسجردير على موقع قاعدة بيانات الأفلام السويدية (السويدية)
- ترسجردير على موقع قاعدة بيانات الفيلم (الإنجليزية)
- ترسجردير على موقع ليتربوكسد (الإنجليزية)